# Olav Magnusson
Olav Magnusson, född 1099, död 22 december 1115, son till Magnus Barfot, var kung av Norge från 1103.
Efter faderns död valdes Olav till kung tillsammans med sina halvbröder Sigurd Magnusson och Öystein Magnusson. Olav var då tre eller fyra år gammal och han dog när han var 15.